# ها جاي سوك
ها جاي سوك (بالكورية: 하재숙)‏ هي ممثلة كورية جنوبية. ولدت يوم 7 يناير 1979 في دايغو في كوريا الجنوبية.

## روابط خارجية
- ها جاي سوك على موقع IMDb (الإنجليزية)